# Verano
Ne doit pas être confondu avec Abuela de verano.
Verano (en allemand, Vöran) est une commune italienne d'environ 1 000 habitants située dans la province autonome de Bolzano dans la région du Trentin-Haut-Adige, dans le Nord-Est de l'Italie.

## Administration
| Période                                  | Période | Identité     | Étiquette | Qualité |
| ---------------------------------------- | ------- | ------------ | --------- | ------- |
| 2005                                     | 2010    | Alfons Alber | SVP       |         |
| 2010                                     | 0       | Thomas Egger | SVP       |         |
| Les données manquantes sont à compléter. |         |              |           |         |

### Hameaux
Eschio

### Communes limitrophes
Les communes limitrophes sont  Avelengo, Meltina, Mérano, Postal et Sarentino.